# Guam na Letnich Igrzyskach Olimpijskich 1988
Guam na XXIV Letnich Igrzyskach Olimpijskich w Seulu reprezentowało 10 sportowców w 2 dyscyplinach.

## Reprezentanci

### lekkoatletyka
- maraton kobiet: Julie Ogborn – zajęła 59. miejsce z czasem 3:10,31.
- maraton kobiet: Lourdes Klitzkie – 63. miejsce (czas 3:25,32)
- maraton kobiet: Mariana Ysrael – zajęła 64. miejsce z czasem 3:42,23.
- maraton mężczyzn: Fred Schumann – zajął 86. miejsce (czas 2:49,52)
- maraton mężczyzn: James Walker – zajął 90. miejsce z czasem 2:56,32.
- maraton mężczyzn: Ricardo Taitano – 94. miejsce (czas 3:03,19)

### pływanie
- 100 m stylem dowolnym mężczyzn: Jonathan Sakovich – 54,24 – 53. miejsce w eliminacjach
- 200 m stylem dowolnym mężczyzn: Jonathan Sakovich – 1:57,72 – 49. miejsce
- 400 m stylem dowolnym mężczyzn: Jonathan Sakovich – 4:06,89 (41. miejsce)
- 1500 m stylem dowolnym mężczyzn: Jonathan Sakovich – 16:26,77 – 35. miejsce
- 100 m stylem grzbietowym mężczyzn: Patrick Sagisi – 1:01,86 – 41. miejsce
- 200 m stylem grzbietowym mężczyzn: Patrick Sagisi – 2:15,82 – 36. miejsce
- 100 m stylem zmiennym mężczyzn: Jonathan Sakovich – 2:16,70 – 45. miejsce
- 200 m stylem zmiennym mężczyzn:  Jonathan Sakovich – 4:44,78 – 29. miejsce
- 500 m stylem dowolnym kobiet: Veronica Cummings – 28,94 – 43. miejsce
- 100 m stylem dowolnym kobiet: Veronica Cummings – 1:02,63 (50. miejsce)
- 100 m stylem motylkowym kobiet: Barbara Gayle – 1:12,84 – 40. miejsce